# テーラードファイバープレイスメント

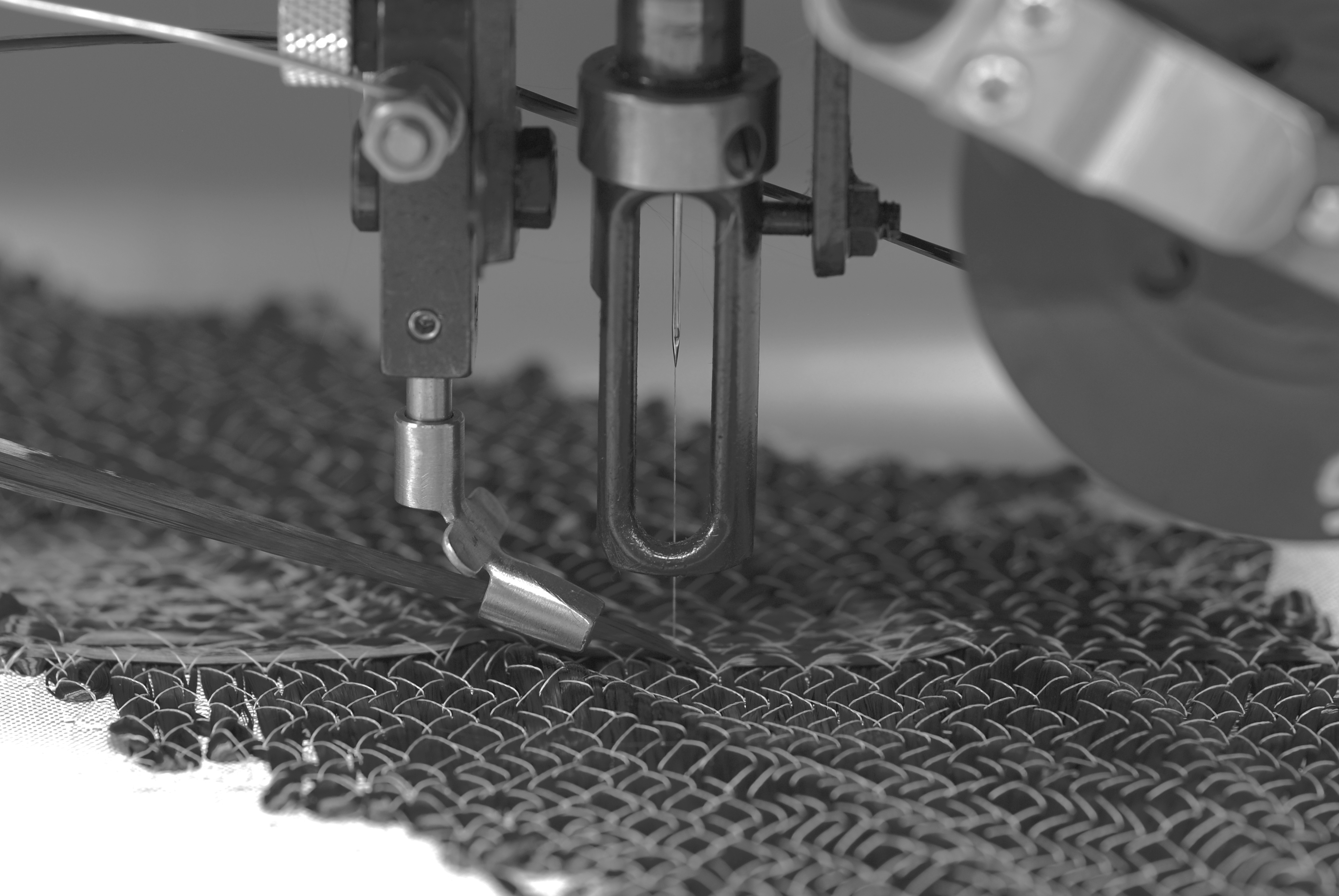
TFP生産プロセスに使用される刺繍機のステッチヘッドの詳細

テーラードファイバープレイスメント（TFP）は、複合材用繊維素材を連続的に配向するための縫製の原理に基づくテキスタイル生産技術である。繊維素材は、基材上に上下の縫い糸で固定されている。他のテキスタイル生産プロセスと比較して、繊維素材は応力に適合した複合部品を形成するために、基材上に曲線パターンで最終製品に近い形状で配向することができる。

## 歴史
TFPテクノロジーは、1990年代初頭にIPFドレスデン（ライプニッツポリマー研究所）によって導入された。当初手縫いの補強構造（プリフォーム）は、曲線パターンの応力適応繊維強化プラスチック（FRP）部品に関する業界の要求により初期化され生産された。この工程を自動化された縫製機能として使用できる工業用刺繡機への適合は90年代半ばに実装された。このテクノロジーは、可変軸方向へのニアネットシェイプ繊維配向能力を表すテーラードファイバープレイスメントと名付けられた。今日、テーラードファイバープレイスメントはすでにいくつかの企業で、タジマ工業によるTFPマシンを使用したドライプリフォーム製造のための、確立されたテキスタイル技術となっている。

## 技術の原理

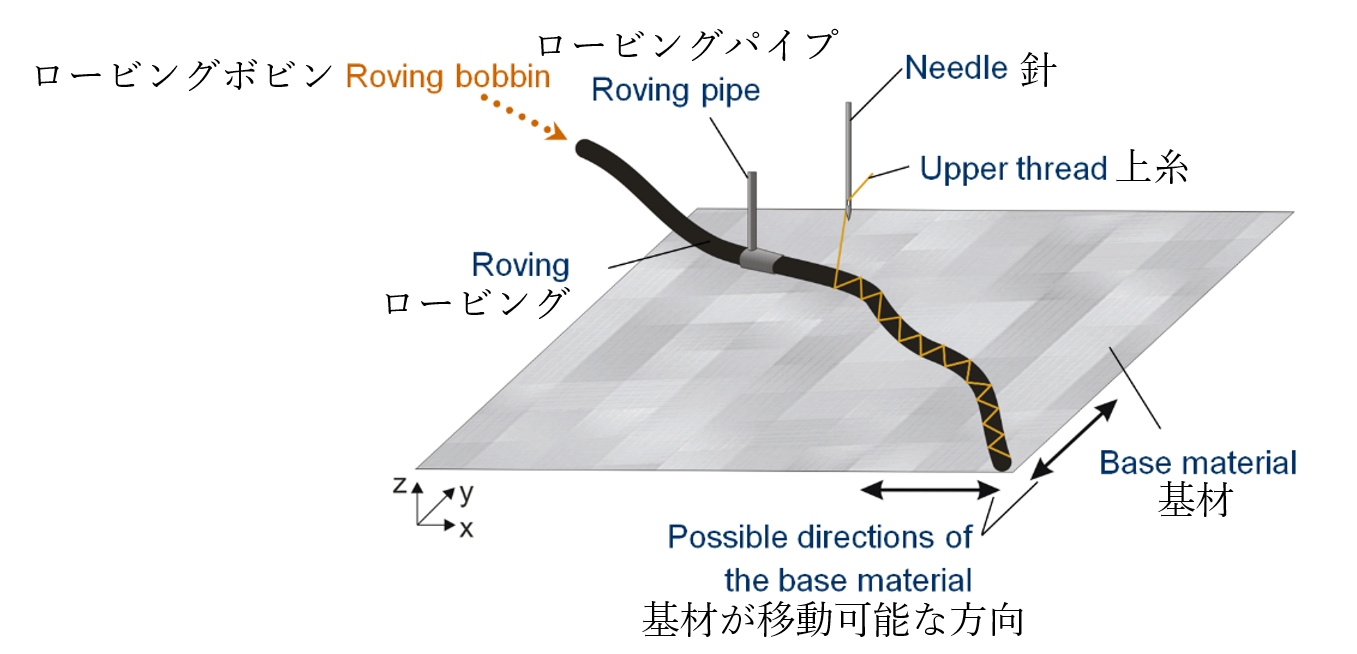
テーラードファイバープレイスメント製造プロセスの原理概要

縫製繊維産業で使用されている刺繡機を基としたこの加工機は、繊維ロービング材料を基材に積層およびステッチするように応用されている。約3,000から50,000フィラメント数までのロービング素材、多くは汎用の炭素繊維を適用できる。プリフォームは、単一のロービングを配向することによって継続的に生成される。スプールから引き出されたロービング素材は、ステッチ針の前に配置されたパイプによってガイドされる。ロービングパイプと、基材が固定されているフレームは、針の位置に対して段階的に同期して移動し、千鳥縫いを行う。ロービングスプール、パイプ、針を備えたステッチヘッドは、360度任意に回転可能である。各運針の間に、上糸は基材を貫通し、下糸ボビンの周りをループする。したがって、ダブルバックステッチが形成される。現在、1分あたり最大800針を達成することができる。基材は、織物または不織布などの2Dテキスタイル、または熱可塑性複合材料用のマトリックス互換フォイル材料が考えられる。運針のステッチパスは、従来からある刺繡データの設計ソフトウェアを使用するか、最近では2D-CADシステムを使用して、パターンの形で設計できる。その後、いわゆる“パンチソフトウェア”を使用してステッチ位置の必要な情報がパターンに追加され、最終的にTFPマシンに転送される。
TFPプリフォームへの樹脂含浸は、RTM(樹脂トランスファー成形)、真空バッグ成形、プレス、オートクレーブ成形などの従来の処理技術で行うことができる。熱可塑性複合材料の場合、例えばフィルムや繊維という形でマトリックス材料と強化繊維を同時に配向できる。その場合、基材は、成形プロセス中に溶融し、マトリックスの一部となる熱可塑性フォイルとなる。このタイプは、深絞りTFPプリフォームに最適である。

## TFPテクノロジーの利点
- ネットシェイプ製造は、炭素繊維などの貴重な強化繊維のコストと無駄を削減する。
- 自動積層により、繊維の量と配向の精度の高さと再現性が保証される
- 複数のヘッドを備えたTFPマシンの採用により、合理的な生産性を実現できる。各ヘッドは同期して同じプリフォームを製造する
- カーボン、ガラス、玄武岩、アラミド、天然、熱可塑性、セラミック等の繊維、さらには金属糸などのさまざまなファイバーを1つのプリフォーム内に適用して組み合わせることができる。

## 構造部品の用途

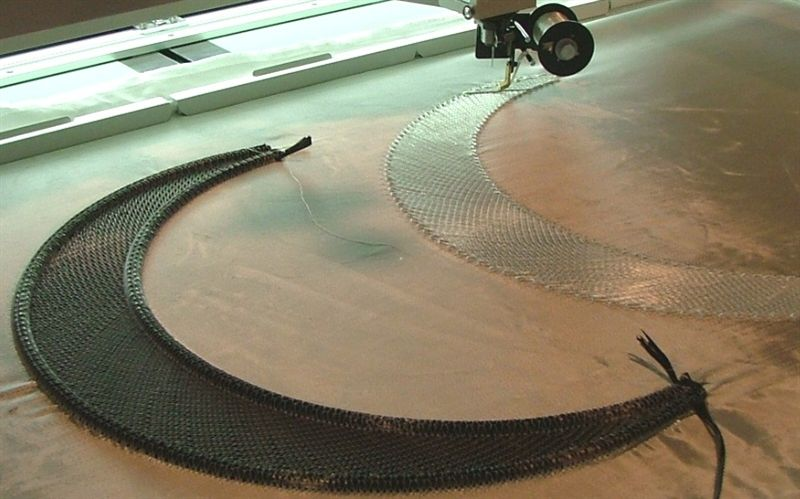
構造用FRP部品用に炭素繊維とガラス繊維を使用しTFP工法で製造されたプリフォーム

TFPテクノロジーにより、特定の複合コンポーネントまたは補強材に合わせたプリフォームの製造が可能になる。アプリケーションは、産業用ロボット用の高度に加速された軽量部品やコンプレッサー用のブレードから、CFRP航空機部品まで多岐に亘る。 例えばヘリコプター用のIビーム、自動車構造物、自転車部品用などがある。

## 自己発熱ツーリングおよびコンポーネント用のTFP

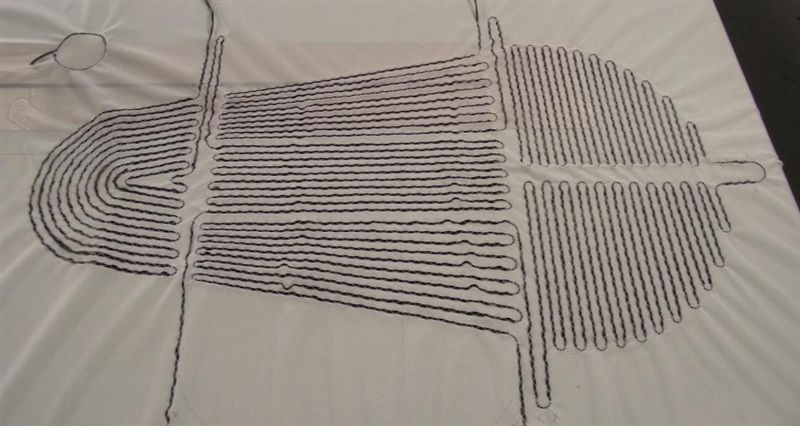
カーボン層プリフォームの加熱構造

カーボンロービングを電気加熱エレメントとして使用することは、加熱層が埋め込まれた複合構造材製造の可能性をもたらす。加熱パターンの設計における高い柔軟性により、全体的にほぼ均一な熱分布を実現できる。アプリケーションの観点から、固形複合材用金型に埋め込まれるこの技術は、脱オートクレーブプロセスにおける樹脂成形とバインダーの活性化に非常に有益である。複合材製金型は、製造された複合部品と同様の熱膨張特性を示す。一般的な金型に比べコンポジットツールの熱質量は小さいため、FRP部品の製造サイクルが短縮され、製造プロセスに必要なエネルギーが削減される。さらに、TFP発熱体は飛行機のCFRP翼構造や、防氷および除氷作業のための風車のブレードに適用できる。エラストマー加熱バッグに埋め込まれたTFP構造は、複合部品の製造または修理プロセスに適用できる。